# 卵形光水蚤
卵形光水蚤（学名：Lucicutia ovalis）为光水蚤科光水蚤屬下的一个种。